# Erhard Andreas Frommann

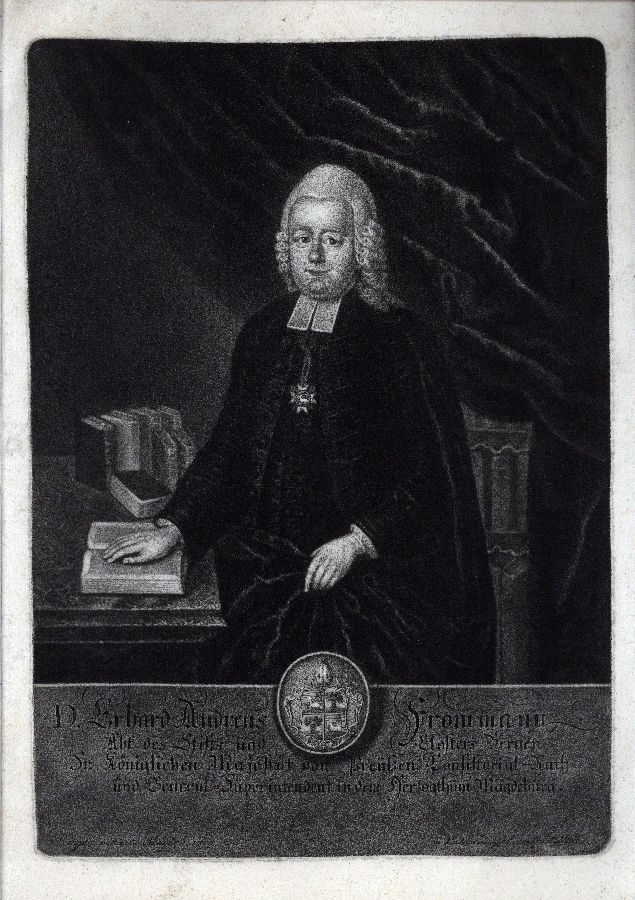
Erhard Andreas Frommann

Erhard Andreas Frommann (* 8. November 1722 in Wiesenfeld bei Coburg; † 1. Oktober 1774 in Kloster Berge) war ein deutscher evangelischer Geistlicher und Pädagoge.

## Leben
Erhard Andreas Frommann war der Sohn des Wiesenfelder Pfarrers Samuel Hartmann Frommann (1685–1759) und dessen Ehefrau Dorothea Rosina. Seine Brüder waren:
- Johann Philipp Frommann (1720–1793), Pfarrer in Meeder im Fürstentum Coburg;
- Wilhelm Albrecht Frommann (1727–1808), Pfarrer in Lauter.

Erhard Andreas Frommann besuchte seit 1735 das Gymnasium Casimirianum in Coburg; seine dortigen Lehrer waren unter anderem Johann Konrad Schwarz, Bonifacius Heinrich Ehrenberger (1681–1759), Johann Gerhard Meuschen, Johann Ulrich Tresenreuter und Johann Daniel Gihnlein
Er studierte anschließend ab 1741 an der Universität Altdorf Theologie und orientalische Sprachen und hörte hierzu Vorlesungen bei Johann Balthasar Bernhold, Beyer, Johann Ulrich Tresenreuter, Georg Friedrich Deinlein, Georg Christoph Schwarz, Johann Andreas Michael Nagel und Johann Albrecht Spieß (1704–1766). Nachdem er den Magister erworben hatte, habilitierte er 1745 und gab als Privatdozent philosophische und philologische Vorlesungen.
1748 erhielt er eine Stelle als Pfarrer in Walbur und sechs Jahre später, 1754, eine Pfarrerstelle in Garnstadt. 1756 wurde er als Lehrer der griechischen und orientalischen Sprache an das Gymnasium Casimirianum in Coburg berufen, dessen Pädagogiarch er 1759 und, als Nachfolger für Johann Andreas Buttstedt (1701–1765), der an die Universität Erlangen berufen worden war, Rektor 1761 wurde. 1762 promovierte er an der Universität Altdorf zum Dr. theol. und 1763 wurde er zum Konsistorialrat der Coburger Landeskirche ernannt.
1771 erhielt er seine Berufung zum Abt des Stiftes Kloster Berge bei Magdeburg; zugleich wurde er Rektor der damit verbundenen Lehranstalt sowie Generalsuperintendent des Herzogtums Magdeburg und blieb bis zu seinem Tod in diesen Ämtern. Nach seinem Tod wurde Friedrich Gabriel Resewitz sein Nachfolger.
Erhard Andreas Frommann war seit 1752 mit Rosina Maria, geb. Brumhardt, verheiratet.

## Schriften (Auswahl)
- Erhard Andreas Frommann; Johannes Andreas Michael Nagelius: Dissertatio inauguralis de cultu deorum ex illustri, quam praeside Dom. Johanne Andrea Mich. Nagelio, die XIV. januarii 1745 examini subjicit auctor Erhardus Andreas Frommann. Altorfii Noricorum: Ex officina J.A. Hesselii 1745.
- Exercitatio de metropoli Philistaeorum regni a Davide expugnata, ad II. Sam. VIII,1. Coburg, 1757.
- Commentatio de Christo irenarcha. Coburg., 1761.
- Exercitatio de Christo non angelorum sed hominum servatore ad Hebr. cap. II. com. XVI. Coburgi: Findeisen, 1762.
- Topice apostolorum in probanda ex Veteri Testamenti Christi a mortius resurrectione. Coburgi: Findeisen 1763.
- Der Krieg und Frieden aus verschiedenen Sehepunkten betrachtet. Coburg 1763.
- Judaeorum per orbem dispersio religionis Christianae inter gentes olim propagandae magmum adjumentum. Coburg 1767.
- De Lucifero Calaritano olim praesule Epistola. Coburg 1767.
- Abhandlung von der Leichtgläubigkeit derer die die Auferstehung Jesu von den Todten nicht glauben wollen: nebst der Einladung zu zwo öffentlichen Abschiedsreden. Coburg: Findeisen, 1768.
- Fortsetzung und Beschluß der Abhandlung von der Leichtgläubigkeit derer, welche die Auferstehung Jesu von den todten nicht glauben wollen. Coburg: Findeisen, 1768.
- Kurzgefaßte Gedanken über die Stellen des N.T. von der Sünde oder Lästerung wider den H. Geist: mit welchen zu der feyerlichen Begehung des Heiligen Pfingstfestes im Rahmen des Collegii Casimiriani. Coburg : Ahl, 1770.
- Museum Casimirianum. Coburg 1771.